# 雷擊傷
雷击伤是指人被雷击後造成的創傷。 人被雷擊後可能出現心電靜止、呼吸停止、烧伤等症狀。  在幸存者中，约75%的人會有諸如白内障和听力减退等後遺症。  患者若進一步出現心律失常或呼吸衰竭等症狀，則有可能死亡。 
在天氣惡劣時，應避免站在空曠的地方以免遭到雷擊。然而，在某些情況下站在無避雷設施的建築物（包括其屋頂或天台）與大樹之下並不是很好的迴避措施。孤立的建築物或樹木因尖端放電是最容易遭受雷擊的主要目標，人站在其下也可能在雷擊發生時遭到波及。事實上，數據顯示在山區地帶，有許多人是因為站在樹下或山頂的涼亭中而受害。
當身處空曠的戶外地區，且無法迅速尋找到安全的庇護時，「閃電姿勢」是一種預防雷擊的方法。具體動作包括：
- 雙腳並攏，減少與地面接觸的面積。
- 蹲下身體，保持低姿態以減少被雷擊的風險。
- 雙手捂住耳朵，防止雷擊所產生的爆炸聲造成聽力損害。